# Johann Stüdl

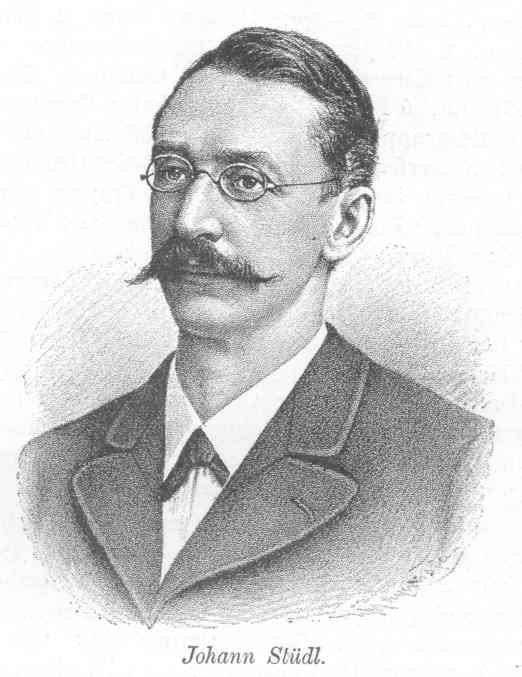
Aus: Zeitschrift des deutschen und österreichischen Alpenvereins, Jahrgang 1894, (Band XXV), S. 230

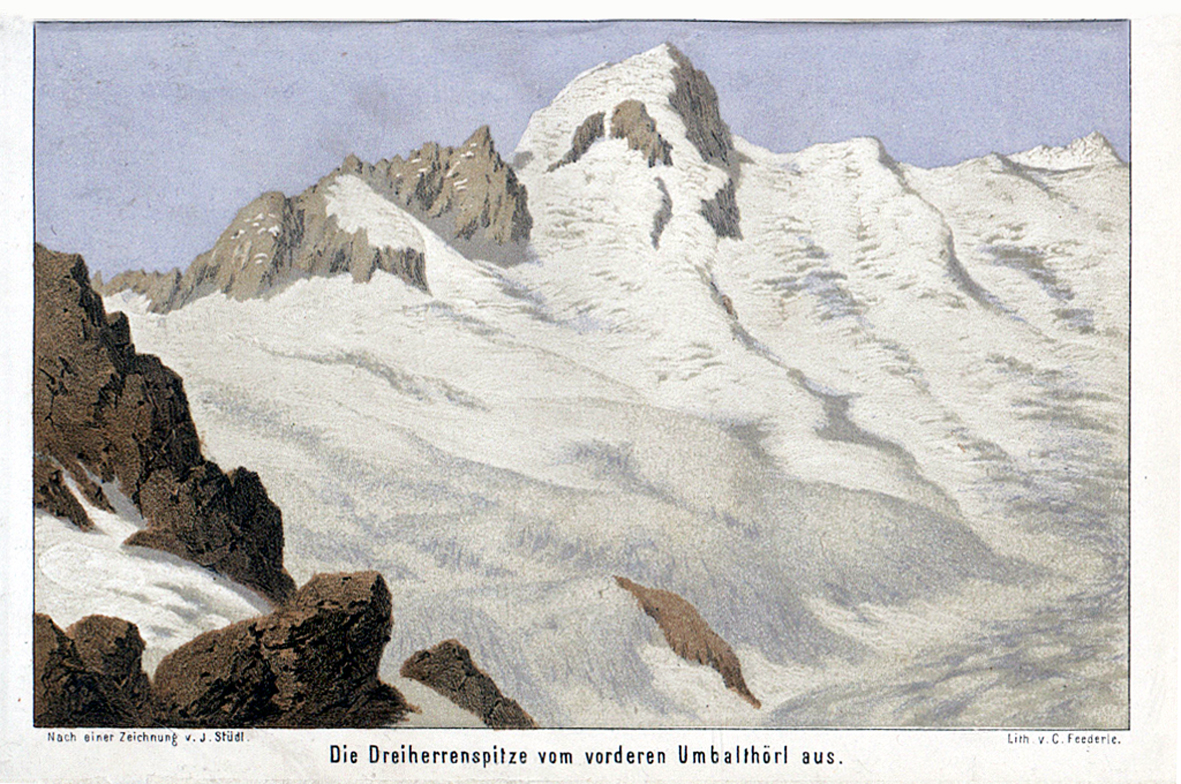
Johann Stüdl: Die Dreiherrenspitze vom vorderen Umbalthörl aus (Zeichnung, farblithografiert von C. Feederle, München, vor 1872)

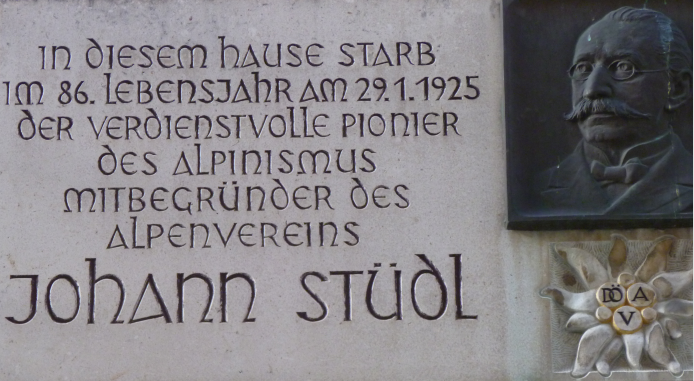
Gedenktafel für Johann Stüdl auf seinem Wohnhaus in Salzburg

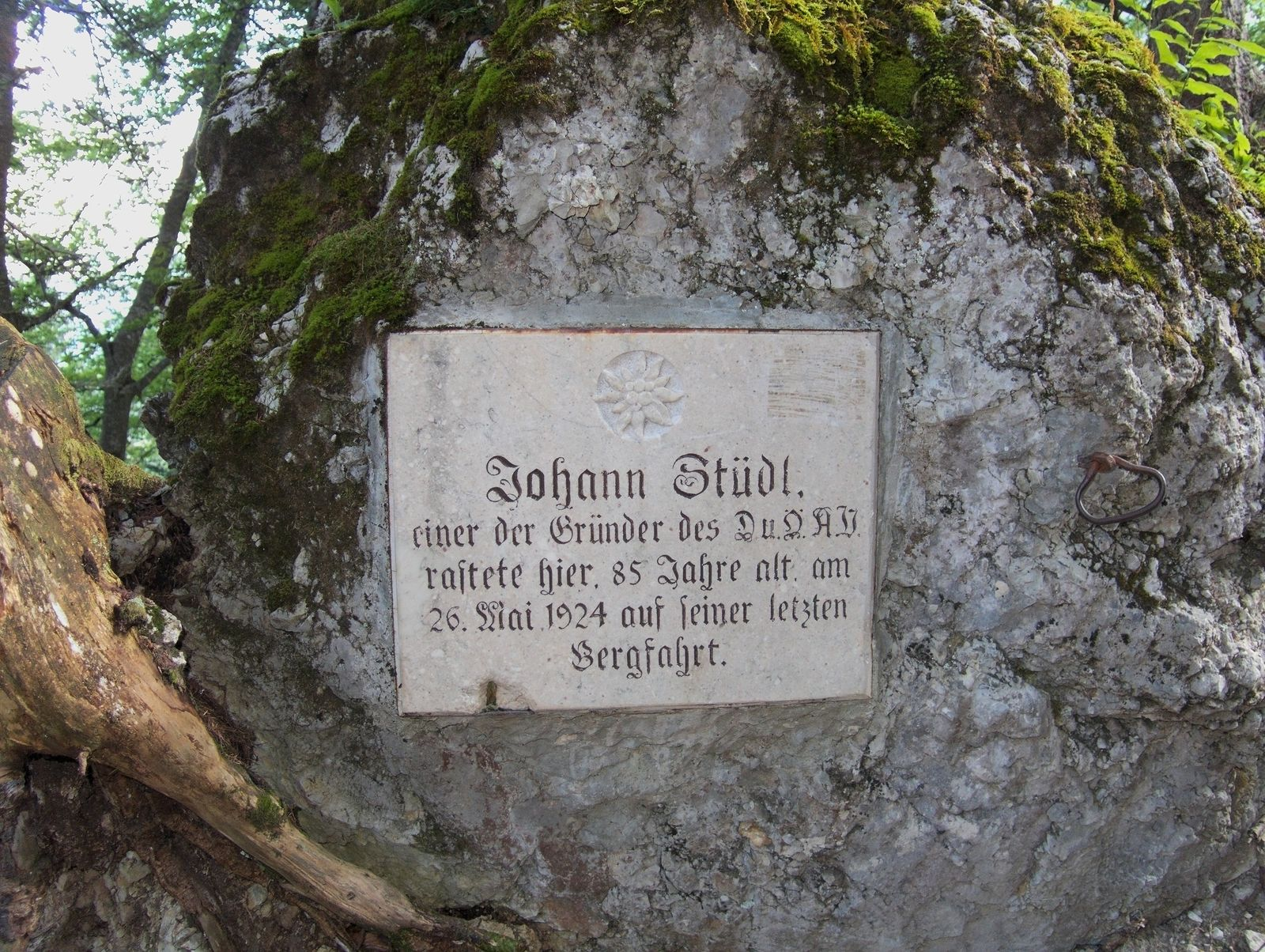
Gedenktafel für Johann Stüdl am Anstieg zur Söldenhütte

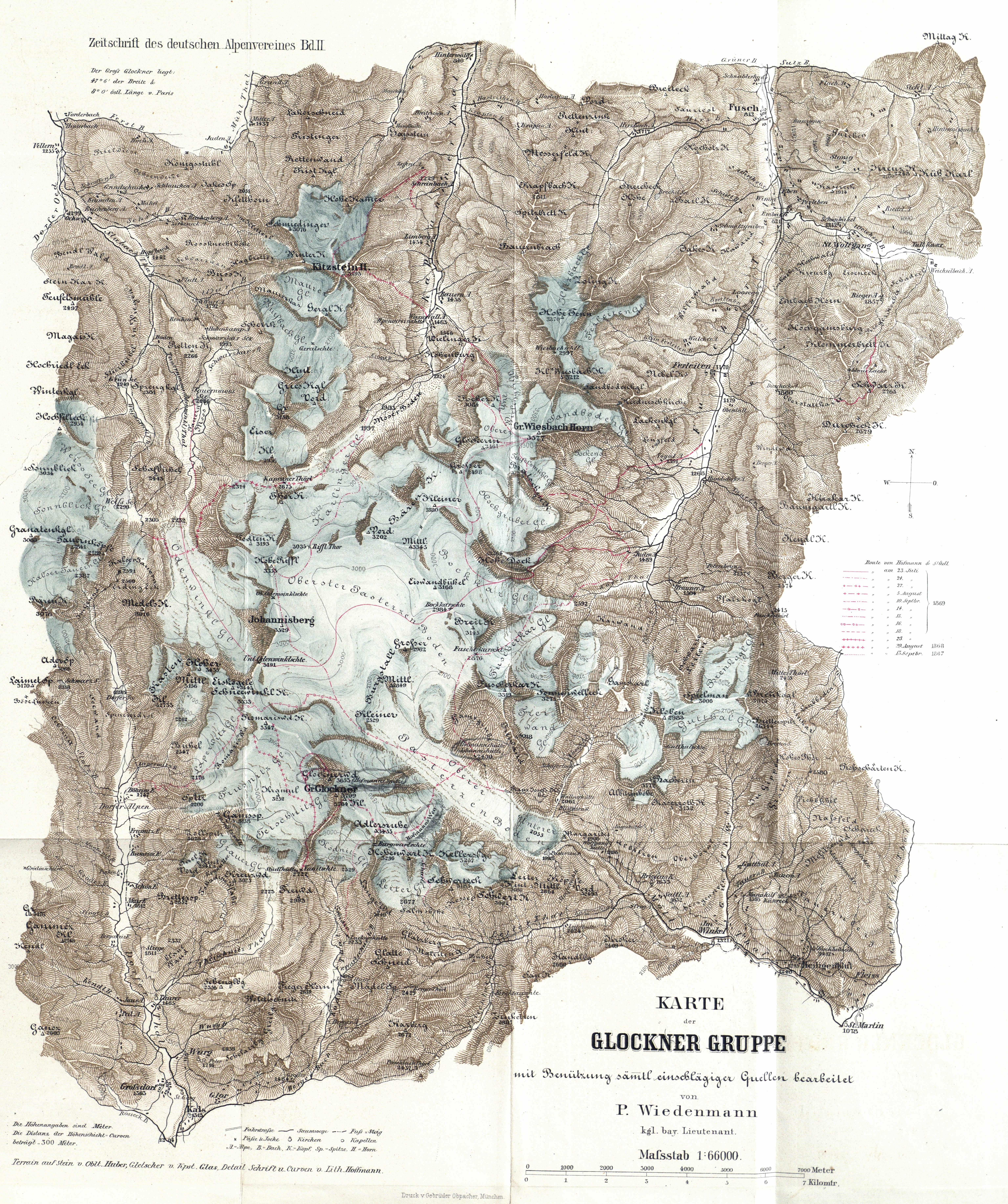
Karte der Glocknergruppe mit den Routen von Hofmann und Stüdl

Johann Stüdl (* 27. Juni 1839 in Prag; † 29. Jänner 1925 in Salzburg) war ein Prager Kaufmann und Förderer des Alpinismus in Österreich.

## Leben
Johann Stüdl wurde als erstes Kind einer Prager Kaufmannsfamilie am 27. Juni 1839 geboren. Entgegen dem Rat seines Vaters nahm der naturwissenschaftlich interessierte Sohn 1856 ein Chemiestudium auf, zunächst in Prag, später an der Dresdener Polytechnischen Hochschule. Er gab das Studium jedoch auf, als sein Vater früh verstarb und er, in Prag, dessen Handel mit Wein und Kolonialwaren fortführen musste.
Trotz stärkster geschäftlicher Inanspruchnahme über Jahrzehnte war es Stüdl möglich, sich der alpinen Sache ganz hinzugeben, sowohl praktisch, als Alpinist, als auch theoretisch, als alpiner Schriftsteller wie Organisator.
Johann Stüdl verheiratete sich 1872. Mit seiner Gattin hatte er zwei Töchter sowie einen Sohn, Max.
1919, bereits im 81. Lebensjahr stehend, sah sich Stüdl, als alter Vorkämpfer für das Deutschtum, gezwungen, seine Vaterstadt, Prag, zu verlassen. Er zog zu seinem Sohn und dessen Familie in die Stadt Salzburg, wo Max († 4. November 1921) das Gasthaus Goldene Birne (Judengasse 1) erworben hatte.
Noch in den letzten Lebensjahren entwickelte Stüdl eine rege Tätigkeit in der Sektion Salzburg und stieg noch ein gutes halbes Jahr vor seinem Ableben zur Söldenhütte (Tennengebirge) auf.
Die letzten Lebensjahre von seiner Schwiegertochter umsorgt, verstarb kaiserlicher Rat Johann Stüdl am 29. Jänner 1925 in Salzburg. Er wurde am 31. Jänner 1925 auf dem Salzburger Kommunalfriedhof an der Seite seines Sohnes sowie von Prag überführter Angehöriger zur letzten Ruhe bestattet.
Wie in einem Nachruf festgehalten, war Johann Stüdl ein Mann von erprobter freiheitlicher Gesinnung gewesen, der zeitlebens gegen das Hineinzerren der Politik in die Alpinistik Stellung genommen hatte und in Wort und Schrift das gehässige Vorgehen gegen die ehemalige Sektion Donauland des Deutschen und Österreichischen Alpenvereins verdammte. Zum 1924 erfolgten Ausschluss der Sektion Donauland aus dem DuOeAV hatte Stüdl geäußert:
„Das himmelschreiende Unrecht, das der Hauptausschuß in seiner törichten Angst vor dem Terror destruktiver Elemente und die irregeleiteten, verhetzten, nicht genügend informierten Sektionen an ‚Donauland’ zu begehen sich anschicken, wird dem Alpenverein nicht den Frieden, sondern den Fluch der bösen Tat bringen.“

## Leistungen
Johann Stüdl war maßgeblich an der touristischen Erschließung der Glockner- und Venedigergruppe in den Ostalpen beteiligt. Als er mit seinem Bruder Franz 1867 erstmals nach Kals am Großglockner kam, um von dort den höchsten Berg Österreichs zu besteigen, wurde er darauf aufmerksam, dass die Kalser einen Geldgeber für ihr Vorhaben suchten, eine neue Route auf den Großglockner über den Südwestgrat zu erschließen. Stüdl investierte nicht nur in die Errichtung einer Steiganlage mit Eisenstiften und Seilen, sondern finanzierte 1868 auch den Bau der nach ihm benannten Stüdlhütte am Fuß des Südwestgrates, die erste Schutzhütte in den Zentralen Ostalpen überhaupt. Zu Beginn des 20. Jahrhunderts setzte sich für den Südwestgrat zu Ehren Stüdls die bis heute gebräuchliche Bezeichnung Stüdlgrat durch.
Neben seiner Betätigung im Umfeld des Großglockners initiierte oder finanzierte er auch den Bau mehrerer anderer Schutzhütten im Alpenraum. Darunter befinden sich die Prager Hütte und die Clarahütte (benannt nach der Frau eines ihm bekannten Weinhändlers aus Prag) im Gebiet des Großvenedigers, sowie die Glorerhütte am Großglockner und die Payerhütte am Ortler.
Auf Anregung des Pfarrers Franz Senn aus Vent im Ötztal gründete Johann Stüdl 1869 in Kals am Großglockner den ersten Bergführerverein in den Ostalpen und legte somit den Grundstein für das heutige organisierte Bergführerwesen in Österreich. Außerdem war er Gründungsmitglied des Deutschen Alpenvereins (DAV) und 50 Jahre lang Obmann der Sektion Prag des DAV.

### Erstbesteigungen
Stüdl ist Erstbesteiger unter anderem des Schneewinkelkopfes, der Hohen Riffl, des Hinteren Bratschenkopfes, der Klockerin und des Großen Bärenkopfes in der Glocknergruppe. Außerdem suchte er lange nach einem Abstieg vom Gipfel des Großglockners direkt zum Pasterzengletscher, konnte einen solchen aber nicht finden. Dies gelang stattdessen im Jahr 1870 einem Freund Stüdls, dem Münchner Karl Hofmann.

## Publikationen

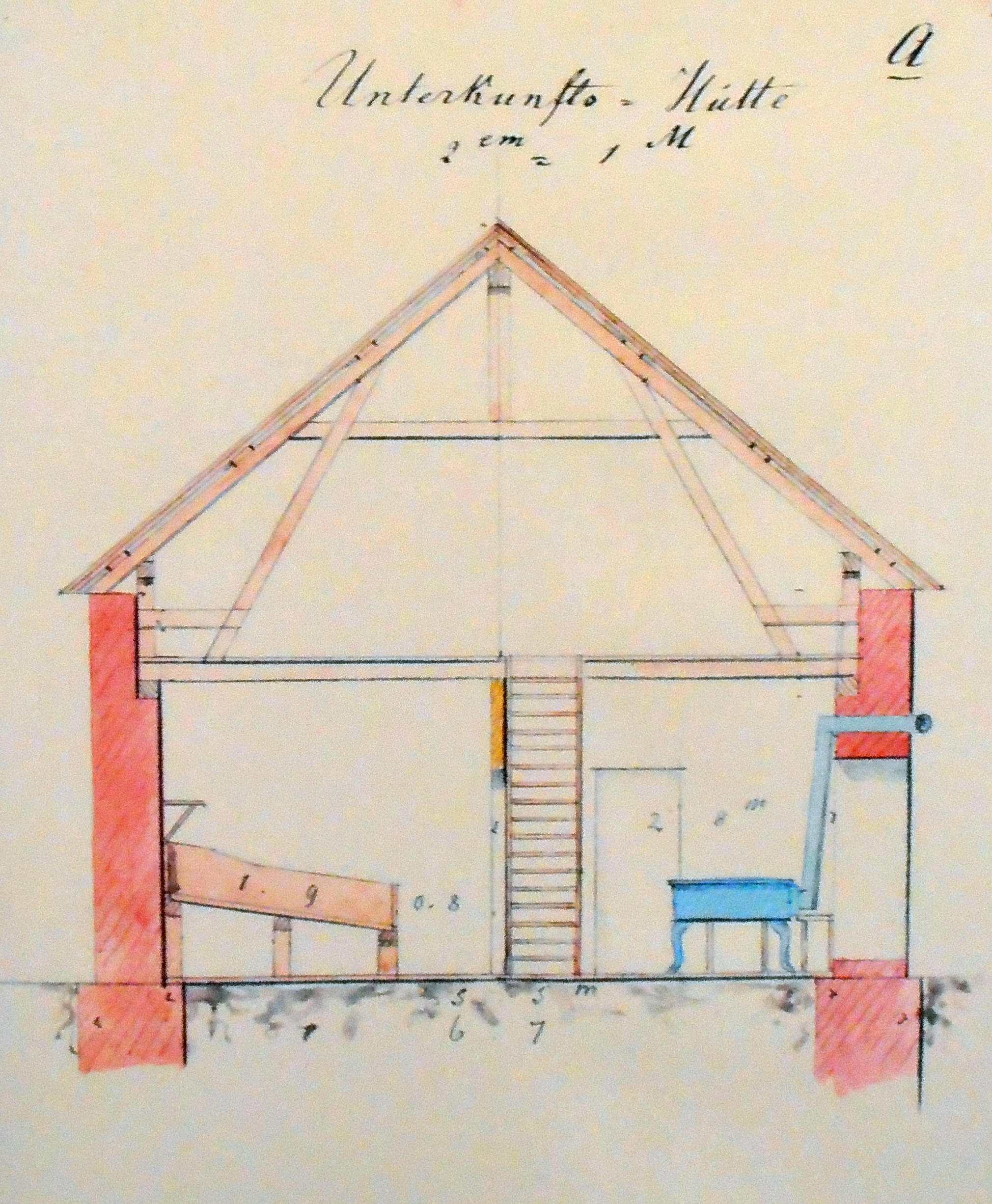
Entwurf für eine Schutzhütte

- Besteigung der Wildspitze. – Besteigung des Zuckerhütls. – Von der Habichtspitze durch das Mischbachthal nach Neustift.
In: Jahrbuch des Österreichischen Alpen-Vereines. Band 4.1868. Gerold, Wien 1868, OBV. [Anm. 2]
- Ersteigung der Weißkugel. In: Jahrbuch des Österreichischen Alpen-Vereines. Band 5.1869. Gerold, Wien 1869, OBV. [Anm. 2]
- Die Untere Oedenwinkelscharte. In: Zeitschrift des Deutschen Alpenvereins, Jahrgang 1869–70, (Band I), S. 117–139 (Online bei ALO).
- Kals. In: Zeitschrift des Deutschen Alpenvereins, Jahrgang 1871, (Band II), S. 333–351 (Online bei ALO).
- Das Kalser Thörl. In: Zeitschrift des Deutschen Alpenvereins, Jahrgang 1871, (Band II), S. 352–355 (Online bei ALO).
- Exkursionen im Jahre 1868. In: Zeitschrift des Deutschen Alpenvereins, Jahrgang 1871, (Band II), S. 356–362 (Online bei ALO).
- Das Fuscherthal. In: Zeitschrift des Deutschen Alpenvereins, Jahrgang 1871, (Band II), S. 376–387 (Online bei ALO).
- Ueber die Fuscherkarscharte nach Heiligenblut. In: Zeitschrift des Deutschen Alpenvereins, Jahrgang 1871, (Band II), S. 363–375 (Online bei ALO).
- Das Berger Thörl. In: Zeitschrift des Deutschen Alpenvereins, Jahrgang 1871, (Band II), S. 388–393 (Online bei ALO).
- Die Hohenburg. In: Zeitschrift des Deutschen Alpenvereins, Jahrgang 1871, (Band II), S. 450–452 (Online bei ALO).
- Ersteigung des Grossen Wiesbachhorns vom Kapruner Thale aus. In: Zeitschrift des Deutschen Alpenvereins, Jahrgang 1871, (Band II), S. 453–457 (Online bei ALO).
- Glockerin, Grosser und Kleiner Bärenkopf. In: Zeitschrift des Deutschen Alpenvereins, Jahrgang 1871, (Band II), S. 458–465 (Online bei ALO).
- Der Schwarzkopf. In: Zeitschrift des Deutschen Alpenvereins, Jahrgang 1871, (Band II), S. 466–471 (Online bei ALO).
- Von Ferleiten nach Kals. In: Zeitschrift des Deutschen Alpenvereins, Jahrgang 1871, (Band II), S. 472–473 (Online bei ALO).
- Ein interessantes Blatt. In: Zeitschrift des Deutschen Alpenvereins / Zeitschrift des Deutschen und (des) Österreichischen Alpenvereins, Jahrgang 1877, (Band VIII), S. 136–137. (online bei ANNO).
- Ueber Hüttenbau. Mit Hüttenplänen (Tafel X). In: Zeitschrift des Deutschen Alpenvereins / Zeitschrift des Deutschen und (des) Österreichischen Alpenvereins, Jahrgang 1877, (Band VIII), S. 169–191. (online bei ANNO). – Hüttenpläne (Tafel X).
- Ueber Proviant-Depôts. In: Mitteilungen des Deutschen und Österreichischen Alpenvereins, Jahrgang 1881, (Band VII), S. 152 Mitte (Online bei ALO).
- Ein Gedenkblatt für Karl Hofmann. In: Mitteilungen des Deutschen und Österreichischen Alpenvereins, Jahrgang 1914, (Band XL), S. 232 ff. (Online bei ALO).
- Prof. Dr. Theodor Petersen †. In: Mitteilungen des Deutschen und Österreichischen Alpenvereins, Jahrgang 1919, (Band XLV), S. 1 f. (Online bei ALO).

Gemeinsam mit Eduard Richter – Wanderungen in der Venediger Gruppe:
- I. Der Gross-Venediger von Gschlöss aus. In: Zeitschrift des Deutschen und Österreichischen Alpenvereins, Jahrgang 1872, (Band III), S. 276–281 (Online bei ALO).
- II. Schlieferspitze. In: Zeitschrift des Deutschen und Österreichischen Alpenvereins, Jahrgang 1872, (Band III), S. 281–286 (Online bei ALO).
- III. Ordnung des Führerwesens in Prägraten. In: Zeitschrift des Deutschen und Österreichischen Alpenvereins, Jahrgang 1872, (Band III), S. 286–291 (Online bei ALO).
- IV. Umbalthal und Dreiherrenspitze. In: Zeitschrift des Deutschen und Österreichischen Alpenvereins, Jahrgang 1872, (Band III), S. 292–299 (Online bei ALO).
- V. Versuch auf die Daberspitze und Besteigung der Röthspitze (Welitz). In: Zeitschrift des Deutschen und Österreichischen Alpenvereins, Jahrgang 1872, (Band III), S. 299–307 (Online bei ALO).
- VI. Besteigung des Hochgall. In: Zeitschrift des Deutschen und Österreichischen Alpenvereins, Jahrgang 1872, (Band III), S. 307–316 (Online bei ALO).

## Auszeichnungen, Ehrungen
- Päpstlicher Silvesterorden [Anm. 3][1]
- Verdienstorden vom Heiligen Michael[Anm. 3][1]
- Roter Adlerorden [Anm. 3] [1]
- Ritterkreuz des Franz-Joseph-Ordens[1]
- Ehrenbürgerschaften der Tiroler bzw. Südtiroler Gemeinden Kals sowie Matsch[1]
- Gedenktafel als Würdigung der Leistungen für das Suldental (22. August 1897)[8]
- k.u.k. Hoflieferant[9]